# Lipophrys trigloides
Lipophrys trigloides är en fiskart som först beskrevs av Valenciennes, 1836.  Lipophrys trigloides ingår i släktet Lipophrys och familjen Blenniidae. Inga underarter finns listade i Catalogue of Life.